# Nippononeta kantonis
Nippononeta kantonis är en spindelart som beskrevs av Ono och Saito 200. Nippononeta kantonis ingår i släktet Nippononeta och familjen täckvävarspindlar. Inga underarter finns listade i Catalogue of Life.